# Fussballclub Thun 1898 2021-2022
Questa voce raccoglie le informazioni riguardanti il Fussballclub Thun 1898 nelle competizioni ufficiali della stagione 2021-2022.

## Stagione
Nella stagione 2021-2022 il Thun, allenato da Carlos Bernegger, concluse il campionato di Challenge League al 5º posto. In Coppa Svizzera il Thun fu eliminato ai quarti di finale dal Lugano.

## Rosa
| N. |                     | Ruolo | Calciatore          |
| -- | ------------------- | ----- | ------------------- |
| 1  | Svizzera (bandiera) | P     | Andreas Hirzel      |
| 4  | Germania (bandiera) | C     | Fabian Rüdlin       |
| 5  | Giappone (bandiera) | D     | Nikki Havenaar      |
| 6  | Slovenia (bandiera) | C     | Kenan Fatkič        |
| 7  | Svizzera (bandiera) | C     | Miguel Castroman    |
| 8  | Svizzera (bandiera) | C     | Grégory Karlen      |
| 10 | Svizzera (bandiera) | C     | Dominik Schwizer    |
| 11 | Svizzera (bandiera) | A     | Omer Dzonlagic      |
| 12 | Svizzera (bandiera) | D     | Leotrim Dushica     |
| 14 | Svizzera (bandiera) | D     | Erik Wyssen         |
| 16 | Svizzera (bandiera) | C     | Justin Roth         |
| 18 | Svezia (bandiera)   | A     | Alexander Gerndt    |
| 19 | Germania (bandiera) | A     | Gabriel Kyeremateng |

| N. |                          | Ruolo | Calciatore        |
| -- | ------------------------ | ----- | ----------------- |
| 20 | Germania (bandiera)      | D     | Pius Dorn         |
| 22 | Svizzera (bandiera)      | P     | Nino Ziswiler     |
| 23 | Svizzera (bandiera)      | D     | Marco Bürki       |
| 24 | Svizzera (bandiera)      | C     | Roland Ndongo     |
| 26 | Svizzera (bandiera)      | D     | Simon Loosli      |
| 27 | Svizzera (bandiera)      | C     | Daniel dos Santos |
| 28 | Liechtenstein (bandiera) | C     | Nicolas Hasler    |
| 33 | Svizzera (bandiera)      | D     | Pascal Schüpbach  |
| 34 | Svizzera (bandiera)      | D     | Nicola Sutter     |
| 70 | Germania (bandiera)      | C     | Josué Schmidt     |
| 77 | Svizzera (bandiera)      | A     | Zemerart Lekaj    |
| 94 | Iraq (bandiera)          | C     | Hiran Ahmed       |
| 99 | Svizzera (bandiera)      | P     | Nico Stucki       |

## Organigramma societario
Area tecnica
- Allenatore: Carlos Bernegger
- Allenatore in seconda: Nelson Ferreira, Yves Zahnd
- Preparatore dei portieri: Patrick Bettoni
- Preparatori atletici: Eric Zürcher

## Calciomercato

### Sessione estiva
| Acquisti | Acquisti         | Acquisti             | Acquisti |
| R.       | Nome             | da                   | Modalità |
| -------- | ---------------- | -------------------- | -------- |
| D        | Pascal Schüpbach | Winterthur           |          |
| A        | Alexander Gerndt | Lugano               |          |
| D        | Marco Bürki      | Lucerna              |          |
| D        | Pius Dorn        | Vaduz                |          |
| C        | Roland Ndongo    | Stade Lausanne-Ouchy |          |

| Cessioni | Cessioni            | Cessioni                    | Cessioni |
| R.       | Nome                | a                           | Modalità |
| -------- | ------------------- | --------------------------- | -------- |
| A        | Joel Fuhrer         | Breitenrain                 |          |
| C        | Magnus Breitenmoser | AC Oulu                     |          |
| C        | Dennis Salanović    | AC Oulu                     |          |
| C        | Hiran Ahmed         | FC Thun Berner Oberland II  |          |
| C        | Daniel dos Santos   | FC Thun Berner Oberland II  |          |
| D        | Chris Kablan        | SK Beveren                  |          |
| D        | Miguel Rodrigues    | Yverdon                     |          |
| D        | Erik Wyssen         | FC Thun Berner Oberland U18 |          |

### Sessione invernale
| Acquisti | Acquisti | Acquisti | Acquisti |
| R.       | Nome     | da       | Modalità |
| -------- | -------- | -------- | -------- |

| Cessioni | Cessioni       | Cessioni             | Cessioni |
| R.       | Nome           | a                    | Modalità |
| -------- | -------------- | -------------------- | -------- |
| D        | Noël Wetz      | Basilea II           |          |
| A        | Saleh Chihadeh | Future               |          |
| D        | Nias Hefti     | Stade Lausanne-Ouchy |          |
| A        | Uroš Vašić     | Naters               |          |

## Risultati

### Challenge League

#### Prima fase, girone di andata
| Arbitro: | Gianforte |

|                                   |           |  |
| Santos 9’ Chihadeh 66’ Ndongo 77’ | Marcatori |  |

| Arbitro: | Schärli |

|           |           |                                        |
| Mulaj 30’ | Marcatori | 3’ Gerndt 36’ Santos 82’ (rig.) Karlen |

| Arbitro: | Cibelli |

|              |           |                         |
| Chihadeh 60’ | Marcatori | 8’ Rrudhani 90’ Almeida |

| Arbitro: | Wolfensberger |

|                                   |           |  |
| Manzambi 2’, 31’ Buess 68’ (rig.) | Marcatori |  |

| Arbitro: | von Mandach |

|           |           |  |
| Bürki 90’ | Marcatori |  |

| Arbitro: | Schärli |

|                                  |           |                       |
| Lukembila 38’ Bahloul 63’ (rig.) | Marcatori | 36’ Schwizer 82’ Dorn |

| Arbitro: | Bieri |

|                          |           |              |
| Del Toro 14’ Prtajin 74’ | Marcatori | 11’ Chihadeh |

| Arbitro: | Gianforte |

|                                   |           |                               |
| Kyeremateng 25’, 65’ Chihadeh 86’ | Marcatori | 4’ Gazzetta 6’ Haile-Selassie |

| Arbitro: | von Mandach |

|            |           |                                             |
| Giusto 27’ | Marcatori | 19’ (rig.), 42’ (rig.) Gerndt 44’ Dzonlagic |

#### Prima fase, girone di ritorno
| Arbitro: | Fähndrich |

|  |           |                             |
|  | Marcatori | 48’ (rig.) Buess 61’ Ramizi |

| Arbitro: | Bieri |

|  |           |                                |
|  | Marcatori | 67’ Santos 78’ (rig.) Chihadeh |

| Arbitro: | Huwiler |

|                       |           |  |
| Kabacalman 85’ (rig.) | Marcatori |  |

| Arbitro: | Schärli |

|          |           |          |
| Roth 20’ | Marcatori | 60’ Rapp |

| Arbitro: | Cibelli |

|                      |           |  |
| Hadji 27’ Labeau 39’ | Marcatori |  |

| Arbitro: | Drmic |

|                              |           |         |
| Chihadeh 30’, 41’ Gerndt 55’ | Marcatori | 7’ Aliu |

| Arbitro: | Kanagasingam |

|                              |           |                                              |
| Havenaar 42’ Kyeremateng 83’ | Marcatori | 3’ Lukembila 5’ Kamber 30’ Fazliu 76’ Silvio |

| Arbitro: | Schärli |

|           |           |                                              |
| Alili 66’ | Marcatori | 2’ Hasler 45’ Gerndt 59’ Havenaar 69’ Santos |

| Arbitro: | Gianforte |

|                         |           |                               |
| Hasler 40’ Chihadeh 71’ | Marcatori | 69’ Bislimi 90’ (rig.) Ardaiz |

#### Seconda fase, girone di andata
| Arbitro: | von Mandach |

|              |           |  |
| Krasniqi 26’ | Marcatori |  |

| Arbitro: | Staubli |

|                                        |           |  |
| Schwizer 2’ Ndongo 28’ Zali 49’ (aut.) | Marcatori |  |

| Arbitro: | Turkes |

|                     |           |  |
| Gashi 24’ Vladi 64’ | Marcatori |  |

| Arbitro: | Wolfensberger |

|                              |           |                                      |
| Fatkič 24’ (rig.) Hasler 61’ | Marcatori | 41’, 57’ Alves 70’ Ramizi 87’ Ballet |

| Arbitro: | Drmic |

|                    |           |                       |
| Koné 14’ Beyer 34’ | Marcatori | 36’ Dorn 84’ Schwizer |

| Arbitro: | Gianforte |

|              |           |                     |
| Schwizer 59’ | Marcatori | 7’ Surdez 62’ Gomes |

| Arbitro: | Turkes |

|  |           |            |
|  | Marcatori | 51’ Fatkič |

| Arbitro: | Schnyder |

|                                |           |            |
| Schwizer 48’ Fatkič 89’ (rig.) | Marcatori | 84’ Chader |

| Arbitro: | Staubli |

|  |           |                          |
|  | Marcatori | 3’ Schwizer 47’ Havenaar |

#### Seconda fase, girone di ritorno
| Arbitro: | Huwiler |

|                                  |           |                    |
| Havenaar 7’, 56’ Kyeremateng 58’ | Marcatori | 82’ (rig.) Avdijaj |

| Arbitro: | Drmic |

|                                                     |           |            |
| Nuzzolo 11’ (rig.), 23’ (rig.) Koide 20’ Veloso 56’ | Marcatori | 73’ Gerndt |

| Arbitro: | Tschudi |

|                         |           |             |
| Gerndt 44’ Schwizer 64’ | Marcatori | 68’ Bunjaku |

| Arbitro: | Drmic |

|                         |           |                 |
| Labeau 2’, 5’ Hadji 90’ | Marcatori | 58’ Kyeremateng |

| Arbitro: | Turkes |

|                                      |           |  |
| Bürki 13’ Castroman 31’ Havenaar 55’ | Marcatori |  |

| Arbitro: | Staubli |

|                     |           |                       |
| Alves 9’ Ramizi 90’ | Marcatori | 17’ Hasler 35’ Gerndt |

| Arbitro: | Gianforte |

|                         |           |                                                    |
| Havenaar 20’ Fatkič 70’ | Marcatori | 22’ Lika 30’ Gjorgjev 52’, 54’ Ardaiz 66’ Del Toro |

| Arbitro: | Drmic |

|               |           |                           |
| Muntwiler 69’ | Marcatori | 3’ Gerndt 85’ Kyeremateng |

| Arbitro: | Staubli |

|                        |           |             |
| Schmidt 33’ Gerndt 37’ | Marcatori | 51’ Fargues |

### Coppa Svizzera
| Arbitro: | Odiet |

|            |           |                                                                                           |
| Selimi 90’ | Marcatori | 14’ Dzonlagic 44’, 45’ Kyeremateng 47’ Ndongo 64’ Roth 79’ Ahmed 81’ Chihadeh 87’ Schmidt |

| Arbitro: | Jaccottet |

|            |           |  |
| Sutter 59’ | Marcatori |  |

| Arbitro: | San |

|                                                 |           |                |
| Dzonlagic 57’ Bürki 60’ Gerndt 64’ Havenaar 82’ | Marcatori | 45’ Stevanović |

| Arbitro: | Schärer |

|                                       |           |                                                      |
| Sutter 32’ Dorn 50’ Gerndt 84’ (rig.) | Marcatori | 12’ Haile-Selassie 14’ Yuri 73’ Sabbatini 81’ Lovrić |

## Statistiche

### Statistiche di squadra
| Competizione     | Punti | In casa | In casa | In casa | In casa | In casa | In casa | In trasferta | In trasferta | In trasferta | In trasferta | In trasferta | In trasferta | Totale | Totale | Totale | Totale | Totale | Totale | DR  |
| Competizione     | Punti | G       | V       | N       | P       | Gf      | Gs      | G            | V            | N            | P            | Gf           | Gs           | G      | V      | N      | P      | Gf     | Gs     | DR  |
| ---------------- | ----- | ------- | ------- | ------- | ------- | ------- | ------- | ------------ | ------------ | ------------ | ------------ | ------------ | ------------ | ------ | ------ | ------ | ------ | ------ | ------ | --- |
| Challenge League | 56    | 18      | 10      | 2       | 6       | 36      | 29      | 18           | 7            | 3            | 8            | 26           | 28           | 36     | 17     | 5      | 14     | 62     | 57     | +5  |
| Coppa Svizzera   | -     | 3       | 2       | 0       | 1       | 8       | 5       | 1            | 1            | 0            | 0            | 8            | 1            | 4      | 3      | 0      | 1      | 16     | 6      | +10 |
| Totale           | 56    | 21      | 12      | 2       | 7       | 44      | 34      | 19           | 8            | 3            | 8            | 34           | 29           | 40     | 20     | 5      | 15     | 78     | 63     | +15 |

### Andamento in campionato
| Giornata  | 1 | 2 | 3 | 4 | 5 | 6 | 7 | 8 | 9 | 10 | 11 | 12 | 13 | 14 | 15 | 16 | 17 | 18 | 19 | 20 | 21 | 22 | 23 | 24 | 25 | 26 | 27 | 28 | 29 | 30 | 31 | 32 | 33 | 34 | 35 | 36 |
| --------- | - | - | - | - | - | - | - | - | - | -- | -- | -- | -- | -- | -- | -- | -- | -- | -- | -- | -- | -- | -- | -- | -- | -- | -- | -- | -- | -- | -- | -- | -- | -- | -- | -- |
| Luogo     | C | T | C | T | C | T | T | C | T | C  | T  | T  | C  | T  | C  | C  | T  | C  | T  | C  | T  | C  | T  | C  | T  | C  | T  | C  | T  | C  | T  | C  | T  | C  | T  | C  |
| Risultato | V | V | P | P | V | N | P | V | V | P  | V  | P  | N  | P  | V  | P  | V  | N  | P  | V  | P  | P  | N  | P  | V  | V  | V  | V  | P  | V  | P  | V  | N  | P  | V  | V  |
| Posizione | 1 | 1 | 3 | 6 | 4 | 5 | 5 | 6 | 4 | 6  | 3  | 3  | 4  | 8  | 4  | 7  | 5  | 5  | 5  | 5  | 5  | 5  | 7  | 7  | 7  | 6  | 5  | 5  | 5  | 5  | 5  | 5  | 5  | 5  | 5  | 5  |

Legenda:

Luogo: C = Casa; T = Trasferta. Risultato: V = Vittoria; N = Pareggio; P = Sconfitta.

### Statistiche dei giocatori
| Giocatore       | Challenge League | Challenge League | Challenge League | Challenge League | Coppa Svizzera | Coppa Svizzera | Coppa Svizzera | Coppa Svizzera | Totale   | Totale | Totale      | Totale     |
| Giocatore       | Presenze         | Reti             | Ammonizioni      | Espulsioni       | Presenze       | Reti           | Ammonizioni    | Espulsioni     | Presenze | Reti   | Ammonizioni | Espulsioni |
| --------------- | ---------------- | ---------------- | ---------------- | ---------------- | -------------- | -------------- | -------------- | -------------- | -------- | ------ | ----------- | ---------- |
| H. Ahmed        | 8                | 0                | 0                | 0                | 1              | 1              | 0              | 0              | 9        | 1      | 0           | 0          |
| M. Breitenmoser | 0                | 0                | 0                | 0                | 0              | 0              | 0              | 0              | 0        | 0      | 0           | 0          |
| M. Bürki        | 32               | 2                | 7                | 1                | 3              | 1              | 0              | 0              | 35       | 3      | 7           | 1          |
| M. Castroman    | 31               | 1                | 6                | 0                | 2              | 0              | 0              | 0              | 33       | 1      | 6           | 0          |
| S. Chihadeh     | 17               | 8                | 3                | 0                | 3              | 1              | 0              | 0              | 20       | 9      | 3           | 0          |
| P. Dorn         | 35               | 2                | 5                | 0                | 3              | 1              | 0              | 0              | 38       | 3      | 5           | 0          |
| L. Dushica      | 2                | 0                | 0                | 0                | 0              | 0              | 0              | 0              | 2        | 0      | 0           | 0          |
| O. Dzonlagic    | 24               | 1                | 3                | 0                | 4              | 2              | 0              | 0              | 28       | 3      | 3           | 0          |
| K. Fatkič       | 16               | 4                | 3                | 0                | 1              | 0              | 0              | 0              | 17       | 4      | 3           | 0          |
| J. Fuhrer       | 0                | 0                | 0                | 0                | 0              | 0              | 0              | 0              | 0        | 0      | 0           | 0          |
| A. Gerndt       | 32               | 10               | 5                | 0                | 3              | 2              | 0              | 0              | 35       | 12     | 5           | 0          |
| N. Hasler       | 33               | 4                | 3                | 0                | 3              | 0              | 0              | 0              | 36       | 4      | 3           | 0          |
| N. Havenaar     | 30               | 7                | 6                | 0                | 4              | 1              | 0              | 0              | 34       | 8      | 6           | 0          |
| N. Hefti        | 5                | 0                | 0                | 0                | 1              | 0              | 0              | 0              | 6        | 0      | 0           | 0          |
| A. Hirzel       | 10               | 0                | 1                | 0                | 1              | 0              | 0              | 0              | 11       | 0      | 1           | 0          |
| S. Joss         | 0                | 0                | 0                | 0                | 0              | 0              | 0              | 0              | 0        | 0      | 0           | 0          |
| C. Kablan       | 0                | 0                | 0                | 0                | 0              | 0              | 0              | 0              | 0        | 0      | 0           | 0          |
| G. Karlen       | 31               | 1                | 4                | 1                | 3              | 0              | 0              | 0              | 34       | 1      | 4           | 1          |
| G. Kyeremateng  | 32               | 6                | 2                | 0                | 2              | 2              | 0              | 0              | 34       | 8      | 2           | 0          |
| Z. Lekaj        | 4                | 0                | 0                | 0                | 0              | 0              | 0              | 0              | 4        | 0      | 0           | 0          |
| S. Loosli       | 1                | 0                | 0                | 0                | 0              | 0              | 0              | 0              | 1        | 0      | 0           | 0          |
| R. Ndongo       | 17               | 2                | 1                | 0                | 3              | 1              | 0              | 0              | 20       | 3      | 1           | 0          |
| M. Rodrigues    | 0                | 0                | 0                | 0                | 0              | 0              | 0              | 0              | 0        | 0      | 0           | 0          |
| J. Roth         | 19               | 1                | 2                | 0                | 2              | 1              | 0              | 0              | 21       | 2      | 2           | 0          |
| F. Rüdlin       | 21               | 0                | 5                | 0                | 2              | 0              | 0              | 0              | 23       | 0      | 5           | 0          |
| D. Salanović    | 0                | 0                | 0                | 0                | 0              | 0              | 0              | 0              | 0        | 0      | 0           | 0          |
| D. Santos       | 30               | 4                | 7                | 0                | 2              | 0              | 0              | 0              | 32       | 4      | 7           | 0          |
| J. Schmidt      | 22               | 1                | 0                | 0                | 1              | 1              | 0              | 0              | 23       | 2      | 0           | 0          |
| D. Schwizer     | 24               | 7                | 2                | 0                | 2              | 0              | 0              | 0              | 26       | 7      | 2           | 0          |
| P. Schüpbach    | 21               | 0                | 3                | 0                | 4              | 0              | 1              | 0              | 25       | 0      | 4           | 0          |
| N. Stucki       | 0                | 0                | 0                | 0                | 0              | 0              | 0              | 0              | 0        | 0      | 0           | 0          |
| N. Sutter       | 28               | 0                | 6                | 1                | 3              | 2              | 1              | 0              | 31       | 2      | 7           | 1          |
| U. Vašić        | 2                | 0                | 0                | 0                | 1              | 0              | 0              | 0              | 3        | 0      | 0           | 0          |
| N. Wetz         | 4                | 0                | 0                | 0                | 3              | 0              | 2              | 0              | 7        | 0      | 2           | 0          |
| E. Wyssen       | 2                | 0                | 0                | 0                | 1              | 0              | 0              | 0              | 3        | 0      | 0           | 0          |
| N. Ziswiler     | 26               | 0                | 0                | 0                | 3              | 0              | 0              | 0              | 29       | 0      | 0           | 0          |